# Józef Boruwłaski

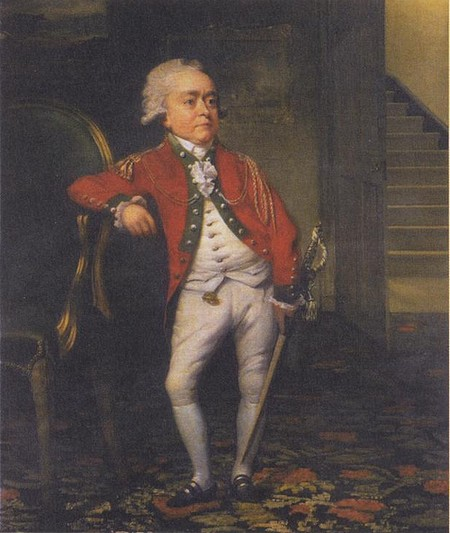
Józef Boruwłaski

Józef Boruwłaski, Joujou, inne zniekształcone formy nazwiska: Boruwlaski, Borusławski, (ur. listopad 1739, koło Halicza, na Pokuciu, zm. 5 września 1837, Durham) – urodzony na terenach I Rzeczypospolitej karzeł, pamiętnikarz. 

## Życiorys
Mając 20 lat miał 71 centymetrów, ostatecznie osiągnął wzrost 99 cm, zachowując przez całe życie wzrost 5-letniego dziecka. Po wczesnej śmierci ojca przebywał u chorążyny halickiej Janowej Tarnowskiej. W wieku 14 lat znalazł się pod opieką Anny Humieckiej, miecznikowej wielkiej koronnej. W latach 1755–1760 zwiedził z nią całą Europę – był na dworze Marii Teresy w Wiedniu, u Stanisława Leszczyńskiego w Lunéville, rok w Paryżu (Wersal), a następnie w Holandii. Niewielki wzrost, przy dużej inteligencji i oczytaniu przyniosły mu wielką popularność (stąd przydomek Joujou).

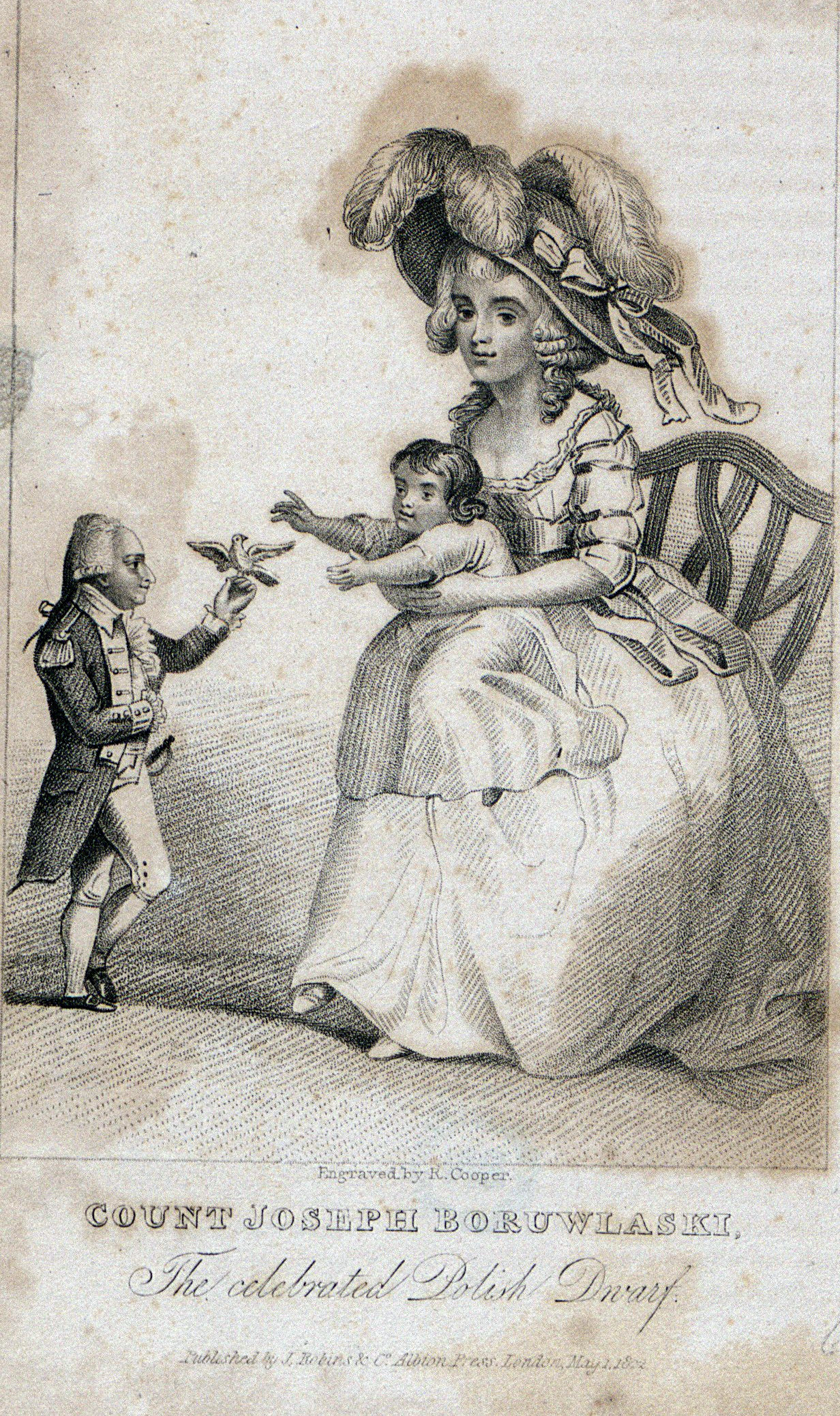
Józef Boruwlaski

Po powrocie do Warszawy, w roku 1779 zakochał się i ożenił z Izaliną Barbontan, panną respektową swej opiekunki. Stracił wówczas miejsce u Humieckiej, dostał za to, za protekcją K. Poniatowskiego, roczną pensję w kwocie 120 dukatów od Stanisława Augusta. W latach 1780–1783 podróżował po dworach europejskich. W listopadzie roku 1780 opuścił wraz z żoną Warszawę, by przez Kraków udać się do Wiednia, skąd przez Niemcy w marcu 1782 dotarł do Anglii. Dochował się czterech córek normalnego wzrostu. Rodzinę swą utrzymywał dzięki występom w cyrkach i na jarmarkach. Latem 1782 osiadł w Anglii. Małżeństwo z Izaliną rozpadło się ok. roku 1790. Żona, po dorośnięciu córek, powróciła z nimi do Polski. Boruwłaski po wydaniu pamiętników zyskał powodzenie i stał się zamożny. W Anglii odwiedził go Julian Ursyn Niemcewicz. W latach 1796–1798 Boruwłaski wędrował po Irlandii, później wrócił do Anglii i w roku 1806 uzyskawszy stałą pensję osiadł w Durham, gdzie mieszkał do końca życia. Przyjaźnił się (po roku 1810) ze znanym wówczas malarzem, Wiliamem Collinsem. Dożył sędziwego wieku (98 lat). Zmarł 5 września roku 1837 w Durham, a pochowany został w katedrze w Nine-Altars.

## Twórczość
Był autorem pamiętników wydanych po angielsku i francusku (pierwsze wyd. 1788).
- Mémoires du célèbre nain, Joseph Boruwlaski(!), gentilhomme polonois, contenant un récit fidelle(!) et curieux de sa naissance, de son éducation, de son mariage et de ses voyages. Écrits par lui-même en françois et traduit du françois en anglais par de Carrières, Londyn 1788, (do tekstu pamiętników włączył swe listy miłosne pisane do I. Barbontan):
  - przekł. polski, fragm.: Przyjaciel Ludu, rocznik 5 (1838), nr 11-16
  - przekł. angielski: H. de Carrières Memoirs of the Celebrated Dwarf Joseph Boruwlaski(!) a Polish Gentelman. Translated from the Original French..., Londyn 1788; wyd. następne: Kelso 1801; Durham 1820
  - przekł. niemiecki: Ch. A. Wichmann Leben des bekannten Zwerges Joseph Boruwlaski(!), eines polnischen Edelmanns. Aus dem Englischen, Lipsk 1790.

## Listy i materiały
- Do I. Borbantan, wyd. Mémoires du célèbre nain, Joseph Boruwlaski..., Londyn 1788; przekł. polski, fragm.: S. Wasylewski, wyd. w: Romans prababki, Lwów 1920; także wyd. następne: Kraków (1958), s. 86-88; przedr. B. Merwin w: Polskie listy miłosne od XV do XIX w., Poznań 1922, s. 70-72
- Listy angielskie Borusławskiego i wiersze na jego cześć, rękopis: Biblioteka Czartoryskich, sygn. 2798.